# Chaix

Chaix este o comună în departamentul Vendée, Franța. În 2009 avea o populație de 433 de locuitori.